# Claude Mallemans de Messanges
Claude Mallemans de Messanges (Beaune, 1653 - París, 1723) fue un físico francés, hermano del versificador Étienne Mallemans de Messanges.
Durante un periodo de su vida formó parte de la Congregación del Oratorio de San Felipe Neri. Tras abandonarla, ejerció como docente en filosofía en el Collège du Plessis de la antigua Universidad de París y dio lecciones a la duquesa de Borgoña.

## Obra
- Machine pour faire toutes sortes de cadrans solaires, 1679
- Le grand et fameux Problème de la quadrature du cercle résolu, 1683
- La Question décidée sur le sujet de la fin du siècle, 1699